# Distoleon crampeli
Distoleon crampeli är en insektsart som först beskrevs av Peter Esben-Petersen 1933. 
Distoleon crampeli ingår i släktet Distoleon och familjen myrlejonsländor. Inga underarter finns listade i Catalogue of Life.